# مونت أبيكا (كيبك)
مونت أبيكا (بالإنجليزية: Mont-Apica, Quebec)‏ هي unorganized area of Canada تقع في كندا في Lac-Saint-Jean-Est Regional County Municipality. يقدر عدد سكانها بـ 0 نسمة ومساحتها 12.70 كم2 .